# Fokino (oblast de Briansk)
Fokino (en russe : Фокино) est une ville de l'oblast de Briansk, en Russie, dans le raïon de Diatkovo. Sa population s'élevait à 12 759 habitants en 2020.

## Géographie
Fokino est arrosée par la rivière Bolva, un affluent de la Desna, et se trouve à 20 km au nord de Briansk  et à 329 km au sud-ouest de Moscou.

## Histoire
Fokino est fondé en 1899 près d'une cimenterie et s'appelle tout d'abord Tsementny Zavod (en russe : Цементный завод, c'est-à-dire « usine de ciment »). Elle obtient le statut de commune urbaine en 1929 et son nom devient Tsementny (Цементный). En 1964, elle accède au statut de ville et reçoit un nouveau nom, Fokino, en l'honneur du révolutionnaire I.I. Fokine (1889-1919).

## Population
Recensements ou estimations de la population  :
| 1931  | 1939* | 1959*  | 1970*  | 1979*  | 1989*  |
| ----- | ----- | ------ | ------ | ------ | ------ |
| 2 600 | 6 400 | 11 025 | 13 138 | 14 007 | 15 191 |

| 2002*  | 2008   | 2010*  | 2013   | 2014   | 2015   |
| ------ | ------ | ------ | ------ | ------ | ------ |
| 15 504 | 14 962 | 14 674 | 13 401 | 13 333 | 13 238 |

| 2016   | 2017   | 2018   | 2019   | 2020   | - |
| ------ | ------ | ------ | ------ | ------ | - |
| 13 143 | 13 065 | 12 938 | 12 818 | 12 759 | - |

## Économie
L'économie de Fokino repose sur l'industrie des matériaux de construction, et notamment l'usine Maltsovski Portlandtsement (Мальцовский Портландцемент), une cimenterie fondée en 1899.

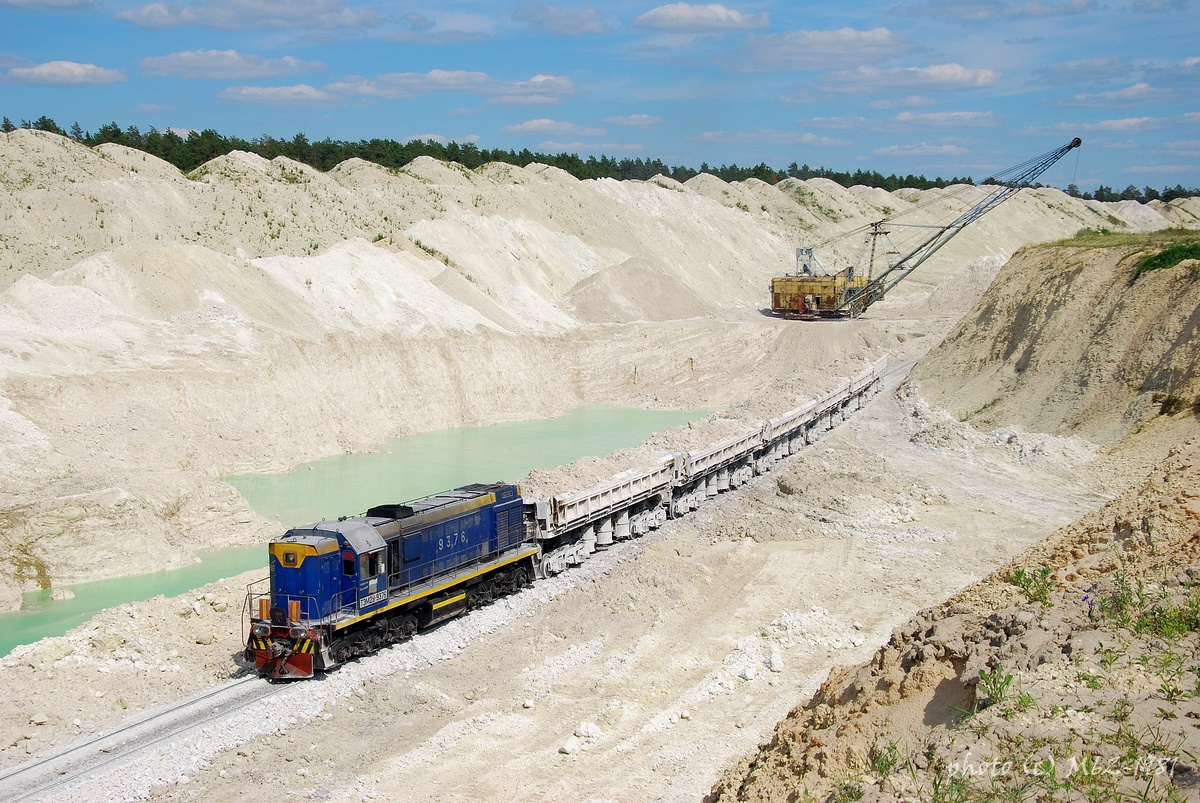
Carrière alimentant la cimenterie.